# Sophie Liebknecht

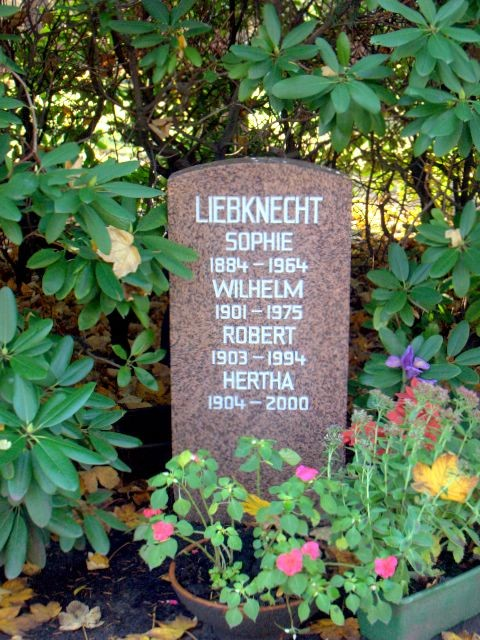
Piatra de mormânt a lui Sophie Liebknecht și a familiei Liebknecht.

Sophie Liebknecht (în rusă Софья Борисовна Либкнехт; n. 1884, Rostov-pe-Don, Imperiul Rus – d. 1964, Moscova, RSFS Rusă, URSS) a fost o socialistă și feministă germană de origine rusă. A fost a doua soție a lui Karl Liebknecht, care a avut trei copii din prima căsătorie cu Julia Liebknecht. 
Născută la Rostov pe Don, Sophie a fost educată în Imperiul German, unde s-a căsătorit cu gânditorul marxist și în curând liderul revoluționar Karl Liebknecht în 1912. Membru inițial al Partidul Social Democrat din Germania (SPD), ea și-a urmat soțul când a fondat Partidul Comunist din Germania în 1918. Karl Liebknecht a fost ucis la 15 ianuarie 1919, după insuccesul răscoalei spartachiste. Sophie s-a mutat la Londra, iar ulterior s-a întors în Germania în perioada Weimar. Membrii familiei Liebknecht au fost alarmați de ascensiunea Partidului nazist în anii 1930 și, temându-se pentru viața lor în cadrul regimului fascist instituit de Adolf Hitler, au ales să emigreze în această perioadă. Sofie, originară din Rusia, a plecat în Uniunea Sovietică în 1934 și s-a stabilit la Moscova, unde a trăit restul vieții sale (până în 1964). 
La înmormântarea ei au participat Robert și Wilhelm, fii ei vitregi din prima căsătorie a lui Karl. Guvernul sovietic a organizat o ceremonie publică și o gardă de onoare. 
O mare parte din corespondența ei cu Rosa Luxemburg a fost publicată. 